# Abbaye de Gedono
L'abbaye de Gedono est un monastère de moniales trappistines situé dans le village de Jetak (id), dans la province de Java central, en Indonésie. Fondé en 1987 par l'abbaye de Vitorchiano, le monastère est érigé en prieuré dès 1994 et devient une abbaye à part entière en 2000.

## Localisation
L'abbaye de Gedono est située au centre de l'île de Java, sur les pentes du Merbabu. Le monastère a été construit environ six kilomètres au nord-nord-est du sommet du volcan, et à huit kilomètres environ au su-sud-ouest de la ville de Salatiga.

## Histoire

### Fondation
L'abbaye de Gedono est fondée en 1987 par celle de abbaye de Vitorchiano en Italie.
L'architecte du monastère est le père Yusuf Bilyarta Mangunwijaya, prêtre indonésien (1929-1999) architecte de plusieurs bâtiments religieux à Java,. Il déploie dans cette création à Gedono, comme dans la plupart de ses constructions, un mélange de modernité et de tradition locale, notamment dans la recherche de forme rappelant l'architecture traditionnelle javanaise et dans l'emploi de matériaux de construction vernaculaires. La construction est effectuée en deux phases, la première de 1984 à 1988, la seconde de cette date à 1991. Il est nommé en 1991.

### Développement
En 1994, la fondation est reconnue comme prieuré et se détache de Vitorchiano pour se placer dans la filiation de Rawaseneng toute proche. En 2000, Gedono est érigée canoniquement en abbaye.
En 2010, l'abbaye de Gedono fonde à son tour une abbaye-fille à Macao, l'abbaye Notre-Dame Étoile de l'Espérance. Dans un premier temps, trois sœurs indonésiennes et une italienne partent fonder cette nouvelle communauté, notamment pour apporter une présence contemplative dans un territoire qui en est alors dépourvu, ainsi que pour prier pour la Chine. Le chapitre général d'Assise en septembre 2011 approuve cette fondation et encourage les six sœurs alors présentes.

### Liste des responsables
L'abbaye étant de création récente, elle n'a eu depuis sa fondation, et malgré deux changements de statut canonique, que deux responsables :
- Martha Driscoll, supérieure de 1987 à 1994, prieure de 1994 à 2000, enfin abbesse de 2000 à 2019
- Cornelia Ellis Lisnawaty, élue abbesse le 29 septembre 2019[2],[9]

## Communauté
La communauté des sœurs vit de la confection d'hosties, de biscuits, de confiture, de sirops et de kéfir. Une partie des bénéfices de la vente de ces produits est reversée sous forme d'aide aux frais de scolarité des enfants de senvirons.
Depuis sa fondation, la communauté est fortement impliquée dans le dialogue islamo-chrétien du fait même de la population très majoritairement musulmane des environs.